# ميكي ليل
ميكي ليل (بالإنجليزية: Mickey Lill)‏ هو لاعب كرة قدم بريطاني، ولد في 3 أغسطس 1936 في رومفورد في المملكة المتحدة، وتوفي في 1 أكتوبر 2004 في جوهانسبرغ في جنوب أفريقيا بسبب سرطان. لعب مع نادي إيفرتون ونادي بليموث أرجايل ونادي بورتسموث ونادي غيلفورد سيتي ووولفرهامبتون واندررز.